# 自由への疾走
『自由への疾走』（原題：Are You Gonna Go My Way）は、レニー・クラヴィッツが1993年に発表した3作目のスタジオ・アルバム。

## 解説
ヨーロッパやオーストラリア等で高い成功を収めたのに加えて、母国アメリカでは、クラヴィッツにとって初の全米トップ20入りを果たして、1995年1月の時点でダブル・プラチナ認定を受けた。収録曲「自由への疾走」は、グラミー賞の最優秀ロック・ソング賞と最優秀ロック・ヴォーカル・パフォーマンス賞にノミネートされた。

## 収録曲
特記なき楽曲は作詞・作曲：レニー・クラヴィッツ。
1. 自由への疾走 / Are You Gonna Go My Way - 3:30
  - 作詞：レニー・クラヴィッツ／作曲：レニー・クラヴィッツ、クレイグ・ロス
2. ビリーヴ / Believe - 4:50
  - 作詞：レニー・クラヴィッツ／作曲：レニー・クラヴィッツ、ヘンリー・ハーシュ
3. カモン・アンド・ラヴ・ミー / Come on and Love Me - 3:52
4. 悲しみの十字架 / Heaven Help - 3:10
  - 作詞・作曲：ジェリー・デヴォー、テリー・ブリテン
5. ジャスト・ビー・ア・ウーマン / Just Be a Woman - 3:50
6. 愛ある日々を / Is There Any Love in Your Heart - 3:39
  - 作詞：レニー・クラヴィッツ／作曲：レニー・クラヴィッツ、クレイグ・ロス
7. ブラック・ガール / Black Girl - 3:43
8. マイ・ラヴ / My Love - 3:50
  - 作詞：レニー・クラヴィッツ／作曲：レニー・クラヴィッツ、クレイグ・ロス
9. シュガー / Sugar - 4:00
10. シスター / Sister - 7:02
11. エルーセリア / Eleutheria - 4:48

## カヴァー
- 自由への疾走
  - トム・ジョーンズ - アルバム『Reload』（1999年）に、ロビー・ウィリアムズとのデュエットによるカヴァーを収録[14]。

## 他メディアでの使用例
- 自由への疾走
  - 日本オラクルのCMに使用された。
  - 2001年発売のビデオゲーム『グランツーリスモ3 A-spec』にてリミックス版がBGMに使用された。
  - 2005年3月28日から2013年11月1日まで、日本のTBSテレビの情報番組「みのもんたの朝ズバッ!」のオープニングテーマに使用された。
  - 2006年から2007年にかけて、日本で日産・ウイングロードのCMに使用された[15]。
  - ビデオゲーム『Guitar Hero World Tour』（2008年）で使用された[16]。
  - 2012年4月から、日本でアサヒ・ウィルキンソン タンサンのCMに使用されている[17]。
  - 2015年12月より、日本でスズキ・アルトワークスのCMで使われている[18]。
  - 江崎グリコ ポッキー のCMに使われている?
  - 2020年4月15日放送の日本テレビ系列番組「有吉の壁」内で行われた企画「流行語大賞の壁を越えろ！ブレイク芸人選手権2020」で、チョコレートプラネットが披露したコント「Mr. パーカーJr.」のBGMでこの曲が使用された[19]。
  - 1993年10月1日、名古屋市のFMラジオ局、ZIP-FMの開局日に最初にオンエアされた楽曲である。
- ビリーヴ
  - 1993年に日産・ラルゴのCMソングに起用された。

## 参加ミュージシャン
- レニー・クラヴィッツ - ボーカル、ギター、ベース、ドラムス、メロトロン、チャイム
- クレイグ・ロス - ギター
- トニー・ブレイト - ベース
- ヘンリー・ハーシュ - ピアノ、オルガン、シンセサイザー、ベース
- マイケル・クーパー - ハモンドオルガン、クラビネット
- シンディ・ブラックマン - ドラムス
- Dave Domanich - ドラムス、ギター
- ロバート・ローレンス - ヴァイオリン
- エリック・デレンテ - ヴァイオリン
- ソイ・キム - ヴァイオリン
- リュー・ウェン・ティン - ヴィオラ
- サラ・アダムス - ヴィオラ
- アレン・ウェアー - チェロ
- フランク・マーフィー - チェロ
- キャロリン・デイヴィス・フライヤー - ダブル・ベース
- マイケル・ハンター - フレンチ・ホルン、フリューゲルホルン
- アンジー・ストーン - バッキング・ボーカル
- ジェリー・デヴォー - バッキング・ボーカル